# Чемпіонат світу з футболу 1978 (група 3)
Матчі Групи 3 першого групового етапу чемпіонату світу з футболу 1978 відбувалися з 3 по 11 червня 1978 року на стадіонах Хосе Амальфітані в Буенос-Айресі і Хосе Марія Мінелья у місті Мар-дель-Плата.
У Групі 3 змагалися збірні Бразилії, Австрії, Іспанії і Швеції.
Неочікуваним лідером групи стала австрійська команда, для якої це була перша світова першість з часів виступу Вундертім на чемпіонаті 1958 року. Другу путівку до другого групового раунду із групи 3 отримали бразильці, які дуже віддалено нагадували своїх старших співвітчизників, що домінували у світовому футболі протягом повоєнних десятирічь. У трьох матчах Бразилія відзначилася лише двома голами і єдина помилка у вирішальній грі проти австрійців могла коштувати їм продовження участі у турнірі.

## Турнірне становище
| Поз | Команда  | І | В | Н | П | ГЗ | ГП | РГ | О | Кваліфікація                      |
| --- | -------- | - | - | - | - | -- | -- | -- | - | --------------------------------- |
| 1   | Австрія  | 3 | 2 | 0 | 1 | 3  | 2  | +1 | 4 | Вихід до другого групового раунду |
| 2   | Бразилія | 3 | 1 | 2 | 0 | 2  | 1  | +1 | 4 | Вихід до другого групового раунду |
| 3   | Іспанія  | 3 | 1 | 1 | 1 | 2  | 2  | 0  | 3 |                                   |
| 4   | Швеція   | 3 | 0 | 1 | 2 | 1  | 3  | −2 | 1 |                                   |

## Матчі

### Австрія — Іспанія
Матчу передувала хвилина мовчання на вшанування пам'яті Сантьяго Бернабеу, багаторічного президента клубу «Реал Мадрид», що помер двома днями раніше. Іспанська команда проводила гру з траурними пов'язками.
Австрійці, що вважалися аутсайдерами матчу, розпочали активніше і вже на десятій хвилині повели в рахунку — Вальтер Шахнер здійснив ривок правим флангом, обіграв свого опікуна і вразив ближній кут воріт Мігеля Анхеля. За одинадцять хвилин рахунок зрівняв Дані, із чиїм дальнім ударом не впорався воротар австрійської команди. Вирішальний епізод гри відбувся на 76-ій хвилині, коли удар того ж Шахнера було відбито, утім на добиванні вдало зіграв Ганс Кранкль, найкращий бомбардир команди у відбірковому турнірі на світову першість (7 голів).
| 3 червня 1978 13:45 ART |

| Австрія                | 2–1      | Іспанія  |
| ---------------------- | -------- | -------- |
| Шахнер 10' Кранкль 76' | Протокол | Дані 21' |

| Хосе Амальфітані, Буенос-Айрес Глядачів: 40,841 Арбітр: Карой Палотаї (Угорщина) |

| Австрія | Іспанія |

| ВР                | 1  | Фрідріх Концилія      |  |     |
| ЗХ                | 2  | Роберт Зара (к)       |  |     |
| ЗХ                | 3  | Еріх Обермаєр         |  |     |
| ЗХ                | 4  | Герхард Брайтенбергер |  |     |
| ЗХ                | 5  | Бруно Пеццай          |  |     |
| ПЗ                | 7  | Йозеф Гікерсбергер    |  | 67' |
| ПЗ                | 8  | Герберт Прогазка      |  |     |
| ПЗ                | 10 | Віллі Кройц           |  |     |
| ПЗ                | 11 | Курт Яра              |  |     |
| НП                | 9  | Ганс Кранкль          |  |     |
| НП                | 18 | Вальтер Шахнер        |  | 80' |
| Заміни:           |    |                       |  |     |
| ЗХ                | 15 | Геріберт Вебер        |  | 67' |
| НП                | 19 | Ганс Піркнер          |  | 80' |
| Головний тренер:  |    |                       |  |     |
| Гельмут Сенекович |    |                       |  |     |

| ВР               | 13 | Мігель Анхель             |  |     |
| ЗХ               | 2  | Тоньйо                    |  |     |
| ЗХ               | 4  | Асенсі                    |  |     |
| ЗХ               | 5  | Мігель Бернардо Б'янкетті |  |     |
| ЗХ               | 18 | Піррі (к)                 |  |     |
| ПЗ               | 11 | Карденьйоса               |  | 46' |
| ПЗ               | 17 | Марселіно                 |  |     |
| ПЗ               | 21 | Ісідоро Сан-Хосе          |  |     |
| НП               | 7  | Дані                      |  |     |
| НП               | 19 | Карлес Решак              |  | 60' |
| НП               | 20 | Рубен Кано                |  |     |
| Заміни:          |    |                           |  |     |
| ПЗ               | 14 | Леаль                     |  | 46' |
| НП               | 9  | Кіні                      |  | 60' |
| Головний тренер: |    |                           |  |     |
| Ладислав Кубала  |    |                           |  |     |

### Бразилія — Швеція
Враховуючи зміну поколінь у збірній Бразилії і новітні віяння у футбольній тактиці, триразові на той час чемпіони світу зробили ставку на атлетизм, проте вони стикнулися з не менш фізично сильною командою, яка від самого початку гри захопила ініціативу. Свою ігрову перевагу шведські футболісти конвертували у забитий гол на 37-ій хвилині, коли відзначився Томас Шеберг. В одній із наступних атак європейці могли подвоювати рахунок, проте удар головою від Леннарта Ларссона поцілив у поперечину. Натомість ще до завершення першого тайму бразильцям вдалося рахунок зрівняти — Тоніньйо Серезо навісив, а Рейналдо виграв боротьбу за позицію і вразив ворота Ронні Гельстрема.
У другом таймі ініціативою вже володіли здебільшого бразильці, проте їх атакам бракувало завершення. Їм все ж вдалося забити удруге у доданий до другого тайму час, проте гол не було зараховано. Дірсеу подав з кутового на Зіку, який вразив ворота ударом головою, проте поки м'яч був у повітрі на шляху до бразильського нададника, рефері гри Клайв Томас з Уельсу дав свисток про завершення гри. Після матчу бразильці подали протест проти цього рішення арбітра, яке стало одним з найбільш контраверсійних в історії чемпіонатів світу, проте їх протест було відхилено.
| 3 червня 1978 13:45 ART |

| Бразилія     | 1–1      | Швеція     |
| ------------ | -------- | ---------- |
| Рейналдо 45' | Протокол | Шеберг 37' |

| Хосе Марія Мінелья, Мар-дель-Плата Глядачів: 32.569 Арбітр: Клайв Томас (Уельс) |

| Бразилія | Швеція |

| ВР                | 1  | Леао            |     |     |
| ЗХ                | 2  | Тоніньйо        |     |     |
| ЗХ                | 3  | Оскар           | 87' |     |
| ЗХ                | 4  | Амарал          |     |     |
| ЗХ                | 6  | Едіньйо         |     |     |
| ПЗ                | 5  | Тоніньйо Серезо |     | 80' |
| ПЗ                | 17 | Батіста         |     |     |
| ПЗ                | 18 | Жил             |     | 68' |
| НП                | 8  | Зіку            |     |     |
| НП                | 9  | Рейналдо        |     |     |
| НП                | 10 | Рівеліно        |     |     |
| Заміни:           |    |                 |     |     |
| ЗХ                | 13 | Неліньйо        |     | 68' |
| ПЗ                | 11 | Дірсеу          |     | 80' |
| Головний тренер:  |    |                 |     |     |
| Клаудіо Коутіньйо |    |                 |     |     |

| ВР               | 1  | Ронні Гельстрем    |     |     |
| ЗХ               | 2  | Гассе Борг         |     |     |
| ЗХ               | 3  | Рой Андерссон      |     |     |
| ЗХ               | 4  | Бйорн Нордквіст    |     |     |
| ЗХ               | 5  | Інгемар Ерландссон |     |     |
| ПЗ               | 6  | Стаффан Таппер     |     |     |
| ПЗ               | 7  | Андерс Ліндерот    |     |     |
| ПЗ               | 8  | Бу Ларссон         |     |     |
| ПЗ               | 9  | Леннарт Ларссон    |     | 79' |
| НП               | 10 | Томас Шеберг       |     |     |
| НП               | 11 | Бенні Вендт        | 74' |     |
| Заміни:          |    |                    |     |     |
| НП               | 22 | Ральф Едстрем      |     | 79' |
| Головний тренер: |    |                    |     |     |
| Йорг Еріксон     |    |                    |     |     |

### Австрія — Швеція
По ходу гри ініціативою володіли здебільшого австрійці, чиї удари по воротах шведів раз-по-раз не досягали мети лише завдяки майстерності воротаря скандинавів Ронні Гельстрема. Шведський голкіпер виявився безсилим лише одного разу, коли наприкінці першого тайму у його ворота було призначено пенальті за порушення правил від Роя Андерссона на Гансі Кранклі, який сам й реалізував одинадцятиметровий удар. Проте й цього єдиного гола виявилося достатньо австрійцям для здобуття другої перемоги на турнірі, яка завчасно виводила їх до другого групового раунду.
| 7 червня 1978 13:45 ART |

| Австрія            | 1–0      | Швеція |
| ------------------ | -------- | ------ |
| Кранкль 42' (пен.) | Протокол |        |

| Хосе Амальфітані, Буенос-Айрес Глядачів: 41,424 Арбітр: Чарльз Корвер (Нідерланди) |

| Австрія | Швеція |